# روبل ترانسنيستري
الروبل الترانسنيستري هو العملة الوطنية في ترانسنيستريا المستقلة سنة 1990. وهي دولة لا تعترف بها أي من الدول الأعضاء في الأمم المتحدة.وينقسم الروبل الترانسنيستري إلى 100 كوبك.وروبل ترانسنيستريا لا يعترف به دوليا على أنه عملة قانونية.

## الروبل الأول (1994)
استُخدمت الأوراق النقدية السوفيتية في جمهورية بريدنيستروفي المولدافية بعد تأسيسها عام 1990. وعندما بدأت الجمهوريات السوفيتية السابقة في إصدار عملاتها الخاصة، غمرت الروبلات السوفيتية ترانسنيستريا. وفي محاولة لحماية نظامها المالي، اشترت حكومة ترانسنيستريا في يوليو 1993 أوراقًا نقدية سوفيتية وروسية مستعملة مطبوعة في غوزناك مؤرخة بين عامي 1961 و1992 وعدلت هذه الأوراق بوضع طوابع لاصقة عليها صورة الجنرال ألكسندر فاسيليفيتش سوفوروف، مؤسس تيراسبول، والفئة المقابلة لها. حلت هذه الأوراق النقدية المختومة محل الأوراق النقدية السوفيتية والروسية غير المختومة على قدم المساواة. ويُعتقد أن معظم الأوراق النقدية غير المتداولة التي تحمل هذه الملصقات قد صُنعت بعد عام 1994 خصيصًا لهواة الجمع.

## الروبل الثاني (1994-2000)
استُبدلت الإصدارات المؤقتة الأولى في أغسطس/آب 1994 بروبل جديد، يعادل 1000 روبل قديم. كانت هذه العملة تتكون فقط من الأوراق النقدية، وقد عانت من تضخم مرتفع، مما استلزم إصدار أوراق نقدية تحمل طوابع بفئات أعلى. ورغم إصدارها في عام 1994، صدرت بعض الأوراق النقدية (من 50 إلى 5000 روبل) بتاريخ 1993.

### الأوراق النقدية
| سلسلة 1994   | سلسلة 1994     | سلسلة 1994                | سلسلة 1994 | سلسلة 1994 | سلسلة 1994 | سلسلة 1994                           | سلسلة 1994 | سلسلة 1994 |
| القيمة       | الابعاد        | اللون الأساسي             | الصور      | الصور      | الوصف | الوصف                                | تاريخ      | تاريخ      |
| القيمة       | الابعاد        | اللون الأساسي             | وجه العملة | العكس      | وجه العملة | العكس                                | الطبع      | الإصدار    |
| ------------ | -------------- | ------------------------- | ---------- | ---------- | --- | ------------------------------------ | ---------- | ---------- |
| 1 روبل       | 125 mm x 57 mm | اخضر                      |            |            | ألكسندر سوفوروف | برلمان ترانسنيستريا                  | 1994       | 1994       |
| 5 روبل       | 125 mm x 57 mm | ازرق                      |            |            | ألكسندر سوفوروف | برلمان ترانسنيستريا                  | 1994       | 1994       |
| 10 روبل      | 125 mm x 57 mm | احمر                      |            |            | ألكسندر سوفوروف | برلمان ترانسنيستريا                  | 1994       | 1994       |
| 50 روبل      | 125 mm x 57 mm | أخضر باهت                 |            |            | تمثال الفروسية لألكسندر سوفوروف في تيراسبول | برلمان ترانسنيستريا                  | 1993       | 1993       |
| 100 روبل     | 125 mm x 57 mm | بني                       |            |            | تمثال الفروسية لألكسندر سوفوروف في تيراسبول | برلمان ترانسنيستريا                  | 1993       | 1993       |
| 200 روبل     |                | البنفسجي الأحمر           |            |            | تمثال الفروسية لألكسندر سوفوروف في تيراسبول | برلمان ترانسنيستريا                  | 1993       | 1994       |
| 500 روبل     |                | ازرق                      |            |            | تمثال الفروسية لألكسندر سوفوروف في تيراسبول | برلمان ترانسنيستريا                  | 1993       | 1994       |
| 1,000 روبل   |                | أرجواني وأحمر بنفسجي      |            |            | تمثال الفروسية لألكسندر سوفوروف في تيراسبول | برلمان ترانسنيستريا                  | 1993       | 1994       |
| 1,000 روبل   |                | بنفسجي                    |            |            | الكسندر سوفوروف | برلمان ترانسنيستريا                  | 1994       | 1994       |
| 5,000 روبل   |                | أسود على أخضر زيتوني عميق |            |            | تمثال الفروسية لألكسندر سوفوروف في تيراسبول | برلمان ترانسنيستريا                  | 1993       | 1995       |
| 10,000 روبل  |                | اخضر                      |            |            | ألكسندر سوفوروف مطبوع على ورقة نقدية من فئة 1 روبل برقم "10000" فقط في المقدمة                                                                  | برلمان ترانسنيستريا                  | 1994       | 1996       |
| 10,000 روبل  |                | اخضر                      |            |            | ألكسندر سوفوروف مطبوع على ورقة نقدية من فئة روبل واحد برقم "10000" في الأمام والخلف                                                             | برلمان ترانسنيستريا                  | 1994       | 1998       |
| 50,000 روبل  |                | بني                       |            |            | بوهدان خميلينتسكي | مسرح الدراما والكوميديا، تيراسبول    | 1995       | 1995       |
| 50,000 روبل  |                | ازرق                      |            |            | ألكسندر سوفوروف مطبوع على ورقة نقدية بقيمة 5 روبل، مع ختم ثلاثي الأبعاد يحتوي على تمثاله الفروسية في تيراسبول والقيمة "50000" على الوجه الأمامي | مجلس السوفييت الأعلى في ترانسنيستريا | 1994       | 1996       |
| 50,000 روبل  |                | ازرق                      |            |            | ألكسندر سوفوروف مطبوع على ورقة نقدية بقيمة 5 روبل برقم "50000" في الأمام والخلف                                                                 | مجلس السوفييت الأعلى في ترانسنيستريا | 1994       | 1996       |
| 100,000 روبل |                | احمر                      |            |            | ألكسندر سوفوروف مطبوع على ورقة نقدية من فئة 10 روبل برقم "100000" في الأمام والخلف                                                              | مجلس السوفييت الأعلى في ترانسنيستريا | 1994       | 1996       |
| 500,000 روبل |                | أرجواني على أصفر          |            |            | تمثال الفروسية لألكسندر سوفوروف في تيراسبول | مجلس السوفييت الأعلى في ترانسنيستريا | 1997       | 1997       |

## الروبل الثالث (2000-حتى الآن)
في عام 2000، طُرح روبل جديد بسعر صرف قدره مليون روبل ثانٍ. تتكون هذه العملة الجديدة من عملات معدنية وأوراق نقدية.

### العملات المعدنية
| عملة روبل ترانسنيستريا | عملة روبل ترانسنيستريا | عملة روبل ترانسنيستريا | عملة روبل ترانسنيستريا | عملة روبل ترانسنيستريا | عملة روبل ترانسنيستريا | عملة روبل ترانسنيستريا | عملة روبل ترانسنيستريا                                                                                       | عملة روبل ترانسنيستريا                                        | عملة روبل ترانسنيستريا | عملة روبل ترانسنيستريا                                                                 |
| الصورة                 | القيمة                 | المعلمات التقنية       | المعلمات التقنية       | المعلمات التقنية       | المعلمات التقنية       | الوصف                  | الوصف | الوصف                                                         | تاريخ السك الأول       | ملاحظات                                                                                |
| الصورة                 | القيمة                 | القطر                  | السماكة                | الكتلة                 | التركيب                | الحافة                 | وجه العملة                                                                                                   | العكس                                                         | تاريخ السك الأول       | ملاحظات                                                                                |
|                        | 1 كوبيك                | 15.9 مم                | 1.5 مم                 | 0.62 غرام              | الومنيوم               | عادي/ناعم              | الشعار الوطني لجمهورية بريدنيستروفيه المولدافية (ترانسنيستريا)، سنة الإصدار                                  | الرقم "1"، نقش "КОПЕЙКА" بين سنبلتي قمح                       | 2000                   | سكت بواسطة دار سك العملة البولندية (Mennica Polska)؛ تم سحبها من التداول في يناير 2009 |
|                        | 5 كوبيك                | 17.9 مم                | 1.4 مم                 | 0.7 غرام               | الومنيوم               | عادي/ناعم              | الشعار الوطني لجمهورية بريدنيستروفيه المولدافية (ترانسنيستريا)، سنة الإصدار                                  | الرقم "5"، نقش "КОПЕЕК" بين سنبلتي قمح                        | 2000                   | سكت بواسطة دار سك العملة البولندية (Mennica Polska)                                    |
|                        | 5 كوبيك                | 18 مم                  | 1.43 مم                | 0.79 غرام              | الومنيوم               | عادي/ناعم              | الشعار الوطني لجمهورية بريدنيستروفيه المولدافية (ترانسنيستريا)، سنة الإصدار                                  | الرقم "5"، نقش "КОПЕЕК" بين سنبلتي قمح                        | 2005                   | شعار النبالة المعدل؛ سك بواسطة دار سك العملة تيراسبول (Тираспольский монетный двов(    |
|                        | 10 كوبيك               | 20 مم                  | 1.5 مم                 | 1 غرام                 | الومنيوم               | عادي/ناعم              | الشعار الوطني لجمهورية بريدنيستروفيه المولدافية (ترانسنيستريا)، سنة الإصدار                                  | الرقم "10"، نقش "КОПЕЕК" بين سنبلتي قمح                       | 2005                   | شعار النبالة المعدل؛ سكت بواسطة دار سك العملة تيراسبول (Тираспольский монетный двов(   |
|                        | 10 كوبيك               |                        |                        |                        | الفولاذ المطلي بالنيكل | عادي/ناعم              | الشعار الوطني لجمهورية بريدنيستروفيه المولدافية (ترانسنيستريا)، سنة الإصدار                                  | الرقم "10"، نقش "КОПЕЕК" بين سنبلتي قمح                       | 2019                   | تغيير التركيب المعدني. سكت بواسطة دار سك العملة تيراسبول (Тираспольский монетный двол) |
| ---------------------- | ---------------------- | ---------------------- | ---------------------- | ---------------------- | ---------------------- | ---------------------- | --- | ------------------------------------------------------------- | ---------------------- | -------------------------------------------------------------------------------------- |
|                        | 1 روبل                 | 26 مم                  | 1.2 مم                 | 0.85 grams             | البلاستيك - مادة مركبة | عادي/ناعم              | رقم "1"، نقش "РУБЛЬ، ПРИДНЕСТРОВСКИЙ РЕСПУБЛИКАНСКИЙ БАНК"، صورة لألكسندر سوفوروف                            | شعار بنك ترانسنيستريا الجمهوري، سنة الإصدار والفئة بنمط متكرر | 2014                   | دورية؛ من إنتاج شركة Goznak الروسية                                                    |
|                        | 3 روبل                 | 31 mm                  | 1.2 مم                 | 1 gram                 | البلاستيك - مادة مركبة | عادي/ناعم              | رقم "3"، نقش "РУБЛЯ، ПРИДНЕСТРОВСКИЙ РЕСПУБЛИКАНСКИЙ BAНК"، صورة لفرانسوا سانت دي وولانت                     | شعار بنك ترانسنيستريا الجمهوري، سنة الإصدار والفئة بنمط متكرر | 2014                   | مربع الشكل (ذو زوايا مستديرة)؛ من إنتاج شركة Goznak الروسية                            |
|                        | 5 روبل                 | 28.6 mm                | 1.20 مم                | 1 gram                 | البلاستيك - مادة مركبة | عادي/ناعم              | رقم "5"، نقش "РУБЛЕЙ، ПРИДНЕСТРОВСКИЙ РЕСПУБЛИКАНСКИЙ БАНК"، صورة لبيوتر ألكساندروفيتش روميانتسيف-زادونايسكي | شعار بنك ترانسنيستريا الجمهوري، سنة الإصدار والفئة بنمط متكرر | 2014                   | على شكل خماسي (بزوايا مستديرة)؛ من إنتاج شركة Goznak الروسية                           |
|                        | 10 روبل                | 28 mm                  | 1.2 مم                 | 0.9 grams              | البلاستيك - مادة مركبة | عادي/ناعم              | رقم "10"، نقش "РУБЛЕЙ، ПРИДНЕСТРОВСКИЙ РЕСПУБЛИКАНСКИЙ BAНК"، صورة لكاثرين الثانية، العظيمة                  | شعار بنك ترانسنيستريا الجمهوري، سنة الإصدار والفئة بنمط متكرر | 2014                   | سداسي الشكل (ذو زوايا مستديرة)؛ من إنتاج شركة Goznak الروسية                           |

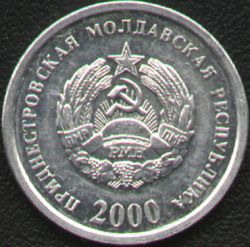
1 كوبيك عكسي
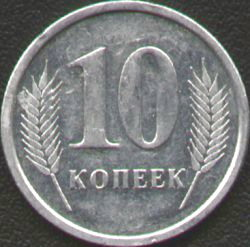
10 كوبيك الوجه
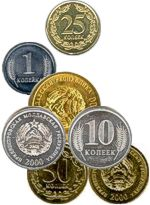
جميع العملات المعدنية البالغ عددها 2000

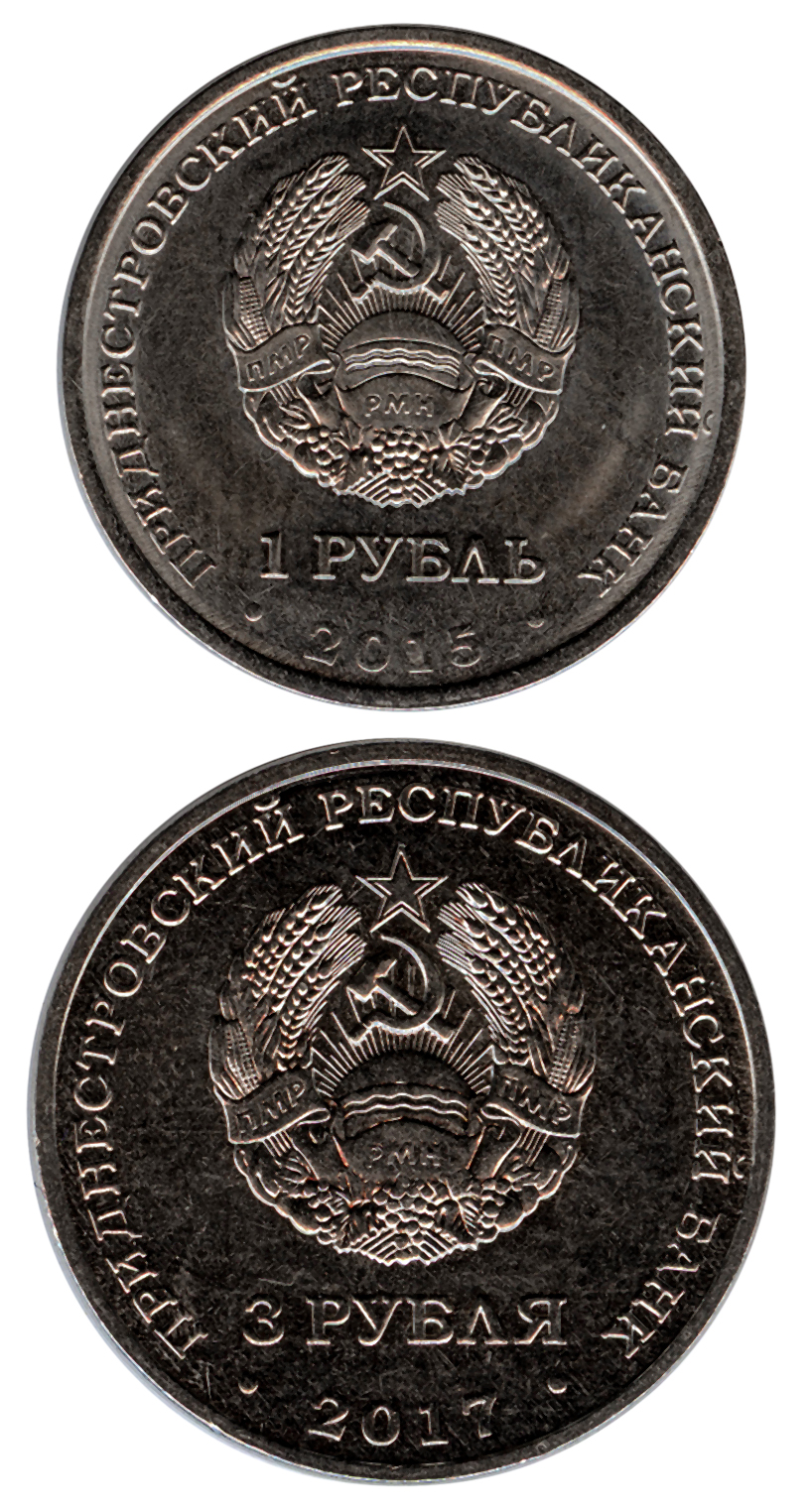
1 و 3 روبل (2015/2017)، تُستخدم للعملات التذكارية غير المتداولة

العملات المعدنية من فئة كوبيك واحد إلى 50 كوبيكًا، مصنوعة من الألومنيوم أو النحاس والزنك، وتشبه عملات الحقبة السوفيتية. سُحبت عملات كوبيك واحد من التداول في يناير 2009.
في 22 أغسطس 2014، أصدر بنك ترانسنيستريا الجمهوري ‏ عملات معدنية مصنوعة من مواد مركبة وتأتي في فئات 1 و3 و5 و10 روبل.

#### العملات التذكارية
منذ عام 2000، أصدر بنك ترانسنيستريا الجمهوري العديد من العملات التذكارية التجارية المصنوعة من الفضة والذهب. كان عدد العملات التي سُكّت منها قليلًا جدًا، إذ تراوح بين 500 و5000 عملة. وشملت المواضيع، على سبيل المثال، "الحصون القديمة على نهر دنيستر"، و"شخصيات ترانسنيستريا البارزة"، و"الكتاب الأحمر لترانسدنيستريا". يمكن الاطلاع على قائمة كاملة بالعملات على الموقع الإلكتروني لبنك ترانسنيستريا الجمهوري.

#### سك النقود
عند تأسيس ترانسنيستريا، لم يكن لديها دار سك عملات خاصة بها، لذا كان لا بد من إيجاد دار سك عملات أجنبية لسك عملات ترانسنيستريا. وقع الاختيار على دار سك العملة البولندية (Mennica Polska) في وارسو. سكت العملات المعدنية التي يعود تاريخها إلى عام 2000 في وارسو، ونُقلت عبر أوكرانيا إلى ترانسنيستريا في شاحنات تابعة لبنك ترانسنيستريا الجمهوري ‏.
استاءت الحكومة المولدوفية من هذا الوضع، إذ اعتبرته اعترافًا فعليًا بترانسنيستريا. في أكتوبر/تشرين الأول 2001، ناقش الرئيس المولدوفي فلاديمير فورونين المسألة مع نظيره البولندي.
ردت دار سك العملة البولندية على الانتقادات بالقول إنه نظرًا لعدم الاعتراف الدولي بالروبل الترانسنيستري كعملة، فقد كانوا ينتجون رموزًا وليس عملات معدنية، وهو عمل طبيعي بالنسبة لدور سك العملة.
بلغ الصراع ذروته عندما صادرت الجمارك الأوكرانية، في ديسمبر/كانون الأول 2004، شاحنةً محملةً بعملات ترانسنيسترية بقيمة 117 ألف دولار أمريكي بالقرب من لفوف. وسُلِّمت العملات إلى السلطات المولدوفية، التي احتجت بدورها لدى الحكومة البولندية.
في أبريل/نيسان 2005، وجّهت وزارة الخارجية البولندية رسالةً أخرى إلى دار سك العملة البولندية (بولسكا مينيكا). حذّرت فيها من أن استمرار إنتاج عملات ترانسنيستريا سيُعرّض العلاقات مع أوكرانيا ومولدوفا للخطر، وسيُسيء إلى صورة بولندا في الخارج. رضخت دار سك العملة البولندية للضغوط، وألغت عقدها مع ترانسنيستريا في الشهر نفسه.
بالنسبة لترانسنيستريا لم يكن هناك حل آخر سوى صنع العملات المعدنية المستقبلية محليًا. وهكذا، في 18 نوفمبر 2005، افتتح دار سك العملة تيراسبول بحضور الرئيس إيغور سميرنوف.

### الأوراق النقدية
تصدر الأوراق النقدية من قبل البنك الجمهوري ترانسنيستريا (Приднестровский Республиканский Банк) في عام 2000 كجزء من إصلاح العملة، حيث كان الروبل الواحد يعادل مليون روبل قديم. صدرت الأوراق النقدية بفئات ١1, 5, 10, 25, 50, 100, 200، و500 روبل.

#### سلسلة 2000
| سلسلة 2000 | سلسلة 2000  | سلسلة 2000    | سلسلة 2000 | سلسلة 2000 | سلسلة 2000                 | سلسلة 2000                                                    | سلسلة 2000 | سلسلة 2000 |
| قيمة       | أبعاد       | اللون الرئيسي | الصور      | الصور      | وصف                        | وصف                                                           | تاريخ      | تاريخ      |
| قيمة       | أبعاد       | اللون الرئيسي | وجه العملة | العكس      | وجه العملة                 | العكس                                                         | الطباعة    | الإصدار    |
| ---------- | ----------- | ------------- | ---------- | ---------- | -------------------------- | ------------------------------------------------------------- | ---------- | ---------- |
| 1 روبل     | 129 × 56 مم | البرتقالي     |            |            | ألكسندر سوفوروف            | نصب تشيتشاني التذكاري                                         | عام 2000   | عام 2000   |
| 5 روبل     | 129 × 56 مم | أزرق          |            |            | ألكسندر سوفوروف            | مصنع براندي KVINT                                             | عام 2000   | عام 2000   |
| 10 روبل    | 129 × 56 مم | بني           |            |            | ألكسندر سوفوروف            | دير نوفو نياميتسكي                                            | عام 2000   | عام 2000   |
| 25 روبل    | 129 × 56 مم | أحمر          |            |            | ألكسندر سوفوروف            | قلعة بندر                                                     | عام 2000   | عام 2000   |
| 50 روبل    | 129 × 60 مم | أخضر          |            |            | تاراس شيفتشينكو            | القصر الرئاسي / مبنى الحكومة في تيراسبول                      | عام 2000   | عام 2000   |
| 100 روبل   | 129 × 60 مم | أرجواني       |            |            | ديمتري كانتيمير            | كاتدرائية عيد الميلاد ، تيراسبول                              | عام 2000   | عام 2000   |
| 200 روبل   | 135 × 64 مم | بني غامق      |            |            | بيتر روميانتسيف-زادونايسكي | معركة جروس-ياجرسدورف ‏ ، 21 يوليو 1757                         | 2004       | 2004 2012  |
| 500 روبل   | 140 × 68 مم | أخضر باهت     |            |            | كاترين الثانية             | مرسوم إنشاء تيراسبول من قبل كاترين الثانية ، وخطة بناء القلعة | 2004       | 2004 2012  |

#### سلسلة 2007
في عام 2007، استُبدلت الأوراق النقدية المذكورة أعلاه من فئة 1 إلى 100 روبل بسلسلة جديدة. تحمل الأوراق النقدية الجديدة نفس السمات، ولكن بتصميم جديد وميزات أمان مُحسّنة.
| سلسلة 2007 | سلسلة 2007  | سلسلة 2007    | سلسلة 2007 | سلسلة 2007 | سلسلة 2007      | سلسلة 2007                               | سلسلة 2007 | سلسلة 2007 |
| قيمة       | أبعاد       | اللون الرئيسي | الصور      | الصور      | وصف             | وصف                                      | تاريخ      | تاريخ      |
| قيمة       | أبعاد       | اللون الرئيسي | وجه العملة | العكس      | وجه العملة      | العكس                                    | الطباعة    | الإصدار    |
| ---------- | ----------- | ------------- | ---------- | ---------- | --------------- | ---------------------------------------- | ---------- | ---------- |
| 1 روبل     | 129 × 55 مم | بني           |            |            | ألكسندر سوفوروف | نصب تشيتشاني التذكاري                    | 2007       | 2007 2012  |
| 5 روبل     | 129 × 55 مم | أزرق          |            |            | ألكسندر سوفوروف | مصنع براندي KVINT                        | 2007       | 2007 2012  |
| 10 روبل    | 129 × 55 مم | أخضر/أسود     |            |            | ألكسندر سوفوروف | دير نوفو نياميتسكي                       | 2007       | 2007 2012  |
| 25 روبل    | 129 × 55 مم | أحمر          |            |            | ألكسندر سوفوروف | قلعة بندر                                | 2007       | 2007 2012  |
| 50 روبل    | 129 × 56 مم | سماوي         |            |            | تاراس شيفتشينكو | القصر الرئاسي / مبنى الحكومة في تيراسبول | 2007       | 2007 2012  |
| 100 روبل   | 129 × 56 مم | أرجواني       |            |            | ديمتري كانتيمير | كنيسة المهد ، تيراسبول                   | 2007       | 2007 2012  |

#### الأوراق النقدية التذكارية
إلى جانب إصدار الأوراق النقدية للتداول العام، يُصدر بنك ترانسنيستريا الجمهوري أيضًا أوراقًا نقدية تذكارية تُركز على تاريخ البلاد وأحداث تطورها كدولة مستقلة. تتكون الأوراق النقدية التذكارية من طباعة إضافية عليها، وتُصدر للتداول العام وتُباع أيضًا بأعداد محدودة لسوق العملات.

### أسعار الصرف
العملة مرتبطة فعليًا بالدولار الأمريكي. ويحدد البنك المركزي كل يوم عمل ما إذا كان من المناسب خفض قيمة العملة مقابل الدولار الأمريكي.
اعتبارًا من 12 أكتوبر 2024 (روبل ترانسنيستريا لكل وحدة عملة أجنبية)
- الدولار الأمريكي: 16.1000 روبل
- اليورو: 17.6150 روبل
- الروبل الروسي: 0.1676 روبل
- الهريفنيا الأوكرانية: 0.3907 روبل
- ليو مولدوفي: 0.8821 روبل
- ليو روماني: 3.5 روبل

في 11 فبراير 2009، حُدد سعر الصرف عند 9 روبلات ترانسنيسترية للدولار. ثم عُدِّل إلى 9.40 روبل في 5 مارس 2010، و9.80 روبل في 24 سبتمبر 2010، و10.20 روبل في 14 ديسمبر 2010. وبحلول عام 2013، انخفضت قيمة الروبل إلى 11.10 روبل للدولار. ثم عُدِّل هذا السعر إلى 11.30 روبل للدولار في 16 مارس 2016. وفي 17 يونيو 2017، خُفِّضت قيمة العملة إلى 15 روبل للدولار. ثم حُدِّد سعر الصرف إلى 16 روبل للدولار في 12 يناير 2018. وكان آخر تغيير في 5 أبريل 2018، عندما حُدِّد سعر الصرف إلى 16.10 روبل للدولار.

### القبول خارج ترانسنيستريا
لا يقبل الروبل الترانسنيستري بشكل عام كعملة خارج ترانسنيستريا، على الرغم من أن بعض شركات الحافلات التي لها اتصالات مع تيراسبول تقبل الروبل الترانسنيستري في محطة حافلات كيشيناو وكذلك المتاجر المحلية في فارنيتسا. وصف أوكتافيان أرماسو ‏، محافظ البنك الوطني في مولدوفا ‏ من عام 2018 إلى عام 2023، في مايو 2019 قبول الليو المولدوفي في ترانسنيستريا كشرط أساسي لدمج المنطقة في النظام المصرفي المولدوفي.

## روابط خارجية
- عملة بريدنيستروفي الخاصة
- البنك المركزي لجمهورية باكستان الإسلامية (الموقع الرسمي)
- الأوراق النقدية من ترانسنيستريا (كتالوج مفصل)
- Coins of Transnistria at CISCoins.net
- الأوراق النقدية لترانسنيستريا (بالإنجليزية، الألمانية، والفرنسية)